# 강연호 (정치인)
강연호(康然浩, 1955년 2월 1일 ~ 2025년 5월 28일)는 대한민국 제주특별자치도의회 의원이다.

## 학력
- 표선초등학교
- 오현중학교
- 표선상업고등학교 졸업

## 경력
- 표선고등학교총동문회 회장
- 표선초등학교총동문회 회장
- 서귀포시 생활(녹색) 환경과장
- 서귀포시 총무과장
- 서귀포시 주민생활지원과장
- 서귀포시 주민생활지원과장
- 제주특별자치도 서귀포시 표선면 면장
- 2014년 7월 1일 ~ 2018년 6월 30일 : 제10대 제주특별자치도의회 의원
  - 제10대 제주특별자치도의회 새누리당 원내대표
  - 제10대 제주특별자치도의회 전반기 농수축경제위원회 위원
  - 제10대 제주특별자치도의회 후반기 환경도시위원회 위원
  - 제10대 제주특별자치도의회 의회운영위원회 부위원장
- 2018년 7월 1일 ~ 2022년 6월 30일 : 제11대 제주특별자치도의회 의원
  - 제11대 제주특별자치도의회 후반기 부의장
  - 제11대 제주특별자치도의회 후반기 교육위원회 위원
- 2022년 1월 18일  ~ 2022년 3월 9일 : 국민의힘 제주를 살리는 선거대책위원회 서귀포시당협 선대위원장
- 2022년 7월 1일 ~ 2025년 5월 28일 : 제12대 제주특별자치도의회 의원
  - 제12대 제주특별자치도의회 전반기 의회운영위원회 위원
  - 제12대 제주특별자치도의회 전반기 농수축경제위원회 위원장
  - 제12대 제주특별자치도의회 전반기 윤리특별위원회 위원
  - 제12대 제주특별자치도의회 후반기 문화관광체육위원회 위원

## 역대 선거 결과
|  | 52.47% |

|  | 73.22% |

|  | 65.22% |